# Enicocephalomorpha
Die Enicocephalomorpha sind eine Teilordnung der Wanzen (Heteroptera). 
Die Verwandtschaftsgruppe umfasst weltweit etwa 425 beschriebene Arten in 65 Gattungen. In Europa ist nur eine Art, Henschiella pellucida, nachgewiesen, die nur in Bosnien und Herzegowina vorkommt. Obwohl die Tiere selten gesammelt werden, ist davon auszugehen, dass sie auch in den gemäßigten Breiten weit verbreitet sind.

## Merkmale
Die Tiere sind 2 bis 15 Millimeter lang und haben einen langgestreckten und verhältnismäßig zarten Körperbau. Ihr Kopf ist langgestreckt und hat nach vorne gerichtete Mundwerkzeuge. Er ist in der Regel auffällige hinter den Facettenaugen eingeschnürt, wobei die Punktaugen (Ocelli), wenn vorhanden, deutlich getrennt von den Facettenaugen auf dem dem Körper näher liegenden Teil vor der Einschnürung liegen. Die Gula (ein Sklerit auf der Unterseite des Kopfs) ist lang, das kurze, gerade bis gekrümmte Labium viergliedrig. Die Vorderflügel sind immer vollständig membranös, nicht zu Deckflügeln (Tegmina oder Hemielytren) abgewandelt wie bei den meisten anderen Wanzen. Die den Flügelrand umlaufende Flügelader verläuft im Remigium (dem vorderen Abschnitt der Flügelmembran bis zur ersten Falte) marginal (am Rand) oder leicht submarginal (schwach vom Rand abgesetzt). Wenn die Aderung zurückgebildet ist, ist der Verlauf der Ader aber zumindest durch eine durchgängige Reihe von Borsten (Makrotrichia) nachgezeichnet. Die Vorderflügel sind manchmal zurückgebildet oder fehlen vollständig. Auf den Vorderflügeln liegt die mediale Unterbrechung der Ader vor der Radialader, wie dies ansonsten nur bei manchen Arten der Dipsocoromorpha auftritt. Die Basis der Vorderflügel trägt eine gegabelte Querader, die die Marginaladern mit der Radialader und der Medialader+Cubitalader verbindet.
Die Vorderbeine sind in der Regel als Fangbeine ausgebildet. Die Schienen (Tibien) sind vorn unten (distoventral) verlängert, in der Regel verbreitert und tragen einen oder zwei Gruppen von dornenförmiger Borsten (Setae). Die gegenüber liegende, ventrale, Seite der ein- oder zweisegmentigen Vordertarsen tragen ebenso Dornen.
Die Genitalien der Männchen sind bei allen Arten symmetrisch und haben paarweise angeordnete Genitalplatten, wie auch die Zikaden. Bei den Enicocephalidae sind sie zu einer schlägerförmigen „Führung“ zurückgebildet. Bei den Weibchen ist teilweise ein Ovipositor ausgebildet, teilweise fehlt er. Anders als bei anderen Wanzen bildet nicht das siebte, sondern das achte Sternum die Subgenitalplatte. Eine Spermatheca ist ausgebildet.
Zwischen den Männchen und Weibchen tritt Sexualdimorphismus auf. Bei den meisten Arten sind die Weibchen größer als die Männchen und haben kleinere Augen, gedrungenere Proportionen, insbesondere was den Kopf und die Beine betrifft. Auch bei der Ausbildung der Flügel ist der Dimorphismus stark ausgeprägt, wobei aber je nach Art eine große Bandbreite von unterschiedlich starker Flügelentwicklung, auch unabhängig vom Geschlecht, zu beobachten ist. Generell haben die Arten, denen die Flügel fehlen, oder die nur zurückgebildete Flügel haben, auch keine Ocelli und kleinere Facettenaugen und auch ihr Pronotum ist modifiziert. Deutlich erkennbar ist außerdem der Trend, dass diese Arten eher zur Flügellosigkeit, oder zu zurückgebildeten Flügeln tendieren und dass dieses Merkmal auch innerhalb einer Art deutlich häufiger bei Weibchen, als bei Männchen auftritt.

## Verbreitung und Lebensräume
Fast alle Gattungen der Enicocephalomorpha sind in ihrer Verbreitung auf die westliche oder die östliche Hemisphäre beschränkt. Lediglich zwei Gattungen weichen von dieser Regel ab: Systelloderes ist nahezu weltweit von Kanada bis Neuseeland verbreitet und kommt nur auf einigen Inseln der Paläarktis nicht vor, und Boreostolus kommt nördlich-amphipazifisch (sowohl an der asiatischen, als auch an der amerikanischen Küste des Pazifiks) vor.
Sowohl die Nymphen, als auch die Imagines leben grundsätzlich im Boden. Überall dort, wo ausreichend Feuchtigkeit vorhanden ist, kann man sie in den obersten Bodenschichten, in denen sich Detritus anreichert, finden. Man findet sie zahlreich in der Bodenstreu, unter Steinen, oder Totholz, welches auf der Erde liegt, unter Rinde und an der Basis von geeigneten Blattscheiden. In Blattscheiden kann man unter anderem Enicocephalus tupi im Substrat zwischen der Basis von Palmwedeln und dem Stamm der Pflanzen finden. Boreostolus americanus lebt unter am Rande von Flussläufen liegenden Steinen mit einer Größe von etwa 10 bis 30 Zentimetern, in feuchtem, aber nicht nassem Substrat aus kleinem Schotter und Sand. Wie tief die Vertreter der Enicocephalomorpha im Boden vorkommen ist noch nicht hinreichend bekannt, es ist jedoch davon auszugehen, dass sie in durchaus beträchtliche Tiefen vordringen, da man sie in der Regel schwer findet, auch wenn man weiß, dass sie in den konkreten Lebensräumen in großer Zahl vorkommen. Arten der Gattung Alienates hat man in den Nestern der Amerikanischen Buschratten-Art Neotoma floridana und unter Moospolstern und Lebermoosen gefunden. Es gibt auch Arten, die mit Ameisen vergesellschaftet leben (Myrmekophilie). So findet man zum Beispiel Systelloderes angustatus aus dem Süden Brasiliens in den Nestern von Camponotus rufipes.

## Lebensweise
Die Weibchen verlassen den Erdboden vermutlich in den feuchteren Monaten zur Paarung. Sie können das Sperma der Männchen nach der Paarung für zumindest zwei Monate speichern und während dieser Zeit nach und nach befruchtete Eier ablegen. Die Vertreter der Enicocephalomorpha sind die einzigen Wanzen, bei denen auch Schwarmverhalten zur Paarung auftritt, ähnlich, wie dies zum Beispiel auch bei diversen Gruppen der Hautflügler der Fall ist. Das Zahlenverhältnis von Männchen und Weibchen in diesen Schwärmern ist je nach Art unterschiedlich, bei den meisten überwiegt die Anzahl der Männchen jedoch deutlich. Schwärme kann man spät Abends vor allem an sonnigen, offenen Bereichen nahe an Waldrändern oder über offenen Waldlichtungen beobachten. Die Tiere sondern beim Schwärmen einen deutlich wahrnehmbaren Geruch ab. Die Schwärme können eine einzelne Wanzenart umfassen, sehr häufig schwärmen aber mehrere Arten gemeinsam. Die voll geflügelten Formen vieler Arten lassen sich nachts durch künstliche Lichtquellen anlocken. Dies betrifft vor allem, aber nicht nur deren Männchen. Flügellose Arten werden weder durch Licht angezogen, noch zeigen sie Schwarmverhalten. Die Enicocephalomorpha ernähren sich räuberisch von Gliederfüßern und sind omnivor. Vermutlich nehmen die Männchen allerdings als Adulte gar keine Nahrung mehr auf.
Bei manchen Arten der Enicocephalomorpha tritt das für Wanzen unübliche Verhalten des Flügelabwerfen auf. Dies ist innerhalb der Wanzen ansonsten nur bei manchen Vertretern der Gerridae und Aradidae bekannt. Bei wenigen Enicocephalus-, sehr wenigen Neoncylocotis-, manchen Oncylocotis und vermutlich den meisten Nesenicocephalus-Arten werfen die Weibchen beide Flügelpaare ab. Dies geschieht nach der Paarung, damit die Weibchen, die sich dann in den Erdboden zurückziehen, dort besser fortbewegen können, wie es zum Beispiel auch bei Termiten der Fall ist.

## Taxonomie und Systematik
Frühere Erkenntnisse gingen von einem Schwestergruppenverhältnis der Enicocephalomorpha zu allen übrigen Wanzengruppen oder einer nahen Verwandtschaft mit den Raubwanzen (Reduviidae) aus. Eine Multigen-Studie aus dem Jahr 2012 bestätigte allerdings nicht nur die Monophylie der sieben Teilordnungen der Wanzen aufgrund molekularer Phylogenie, sie zeigte auch, dass die Enicocephalomorpha vermutlich mit der Teilordnung der Leptopodomorpha nächst verwandt ist.
Folgende Familien werden der Teilordnung zugerechnet:
- Aenictopecheidae
- Enicocephalidae